# Marciano Sanca
Marciano Sanca Tchami znany jako Marciano (ur. 3 marca 2004 w Bissau) – piłkarz z Gwinei Bissau grający na pozycji napastnika. Od 2024 jest zawodnikiem klubu Betis B, do którego jest wypożyczony z UD Almería.

## Kariera klubowa
Swoją karierę piłkarską Marciano rozpoczynał w juniorach takich klubów jak: Gil Vicente FC (2019-2020) i Leixões SC (2020-2021). Latem 2021 został zawodnikiem UD Almería. W latach 2021–2023 grał w rezerwach tego klubu, a w 2023 awansował do kadry pierwszej drużyny. Swój debiut w niej w Primera División zanotował 6 października 2023 w przegranym 0:3 wyjazdowym meczu z Athletic Bilbao.
W lutym 2024 roku Mendes został wypożyczony do drugoligowego AD Alcorcón. Zadebiutował w nim 11 lutego 2024 w zwycięskim 1:0 domowym spotkaniu z FC Andorra.
| Sezon   | Klub         | Kraj      | Rozgrywki        | Mecze | Bramki |
| ------- | ------------ | --------- | ---------------- | ----- | ------ |
| 2021/22 | UD Almería B | Hiszpania | Tercera División | 18    | 6      |
| 2022/23 | UD Almería B | Hiszpania | Tercera División | 29    | 15     |
| 2023/24 | UD Almería   | Hiszpania | Primera División | 6     | 0      |

## Kariera reprezentacyjna
W reprezentacji Gwinei Bissau Marciano zadebiutował 17 listopada 2023 roku w zremisowanym 1:1 meczu eliminacji do MŚ 2026 z Burkiną Faso, rozegranym w Marrakeszu. W 2024 roku został powołany do kadry na Puchar Narodów Afryki 2023. W tym turnieju rozegrał dwa mecze grupowy: z Gwinea Równikową (2:4) i z Nigerią (0:1).